# Lední hokej na Zimních olympijských hrách 1980

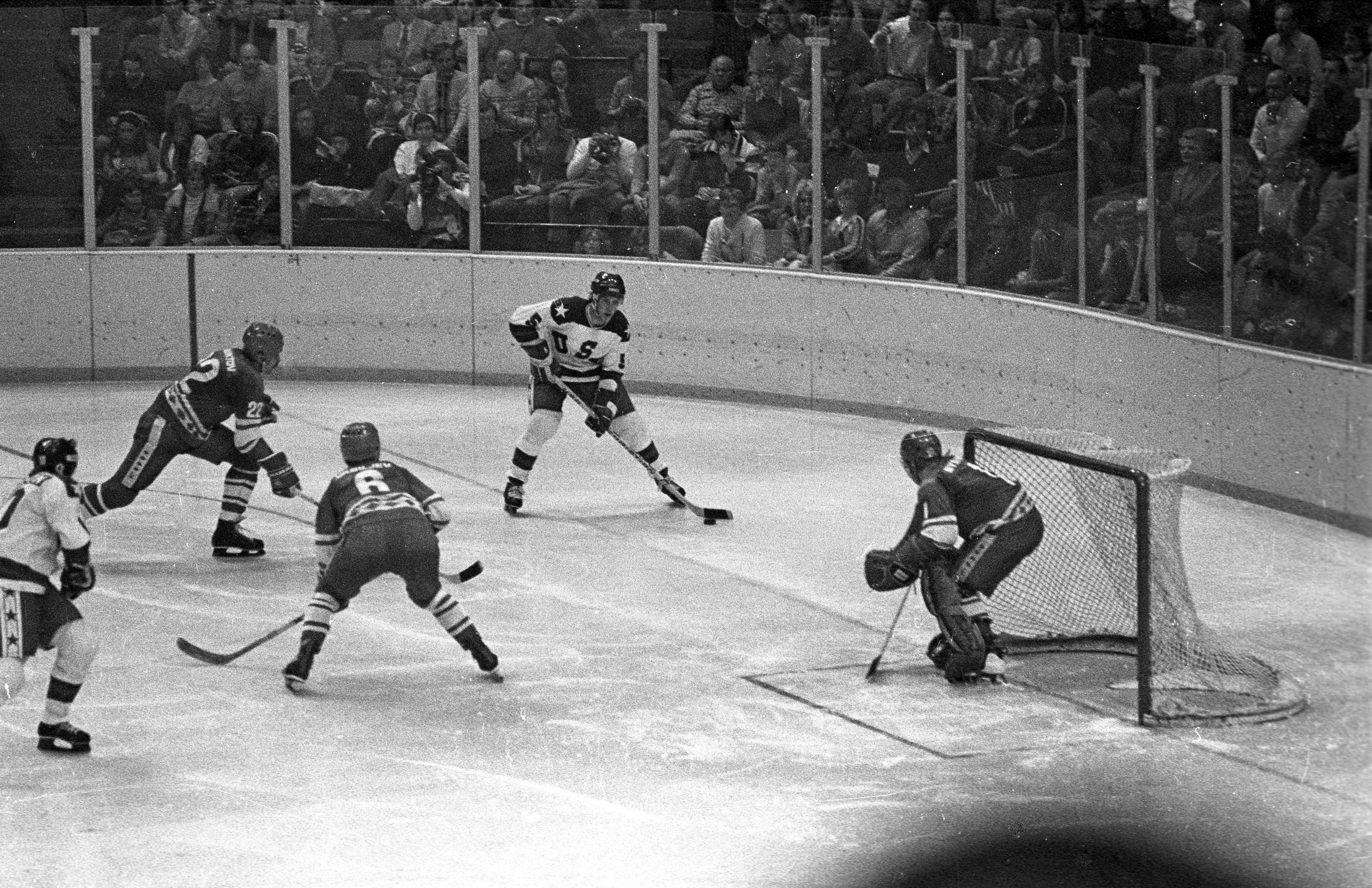
Fotografie ze zápasu USA–SSSR

Turnaj se odehrál v rámci XIII. zimních olympijských her ve dnech 12.–24. února 1980 v Lake Placid ve Spojených státech amerických.
Turnaje se zúčastnilo dvanáct mužstev rozdělených do dvou šestičlenných skupin, z nichž první dva postoupili do finálové skupiny kde se hrálo o medaile. Mužstva na třetím místě hrála o páté místo. Pořadí ostatních týmů bylo sestaveno z výsledků ve skupinách.

## Výsledky a tabulky

### Modrá skupina
|    |          | SWE     | USA | TCH            | ROM | GER             | NOR    | V | R | P | Skóre | B |
| 1. | Švédsko  | Švédsko | 2:2 | 4:2            | 8:0 | 5:2             | 7:1    | 4 | 1 | 0 | 26:7  | 9 |
| 2. | USA      | 2:2     | USA | 7:3            | 7:2 | 4:2             | 5:1    | 4 | 1 | 0 | 25:10 | 9 |
| 3. | ČSSR     | 2:4     | 3:7 | Československo | 7:2 | 11:3            | 11:0   | 3 | 0 | 2 | 34:16 | 6 |
| 4. | Rumunsko | 0:8     | 2:7 | 2:7            |     | 6:4             | 3:3    | 1 | 1 | 3 | 13:29 | 3 |
| 5. | SRN      | 2:5     | 2:4 | 3:11           | 4:6 | Západní Německo | 10:4   | 1 | 0 | 4 | 21:30 | 2 |
| 6. | Norsko   | 1:7     | 1:5 | 0:11           | 3:3 | 4:10            | Norsko | 0 | 1 | 4 | 9:36  | 1 |

 Československo –  Norsko 11:0 (0:0, 5:0, 6:0)
12. února 1980 (13:00) – Lake Placid (Olympic Arena)

Branky a nahrávky Československa: 25:33 Jaroslav Pouzar (Vincent Lukáč, Miroslav Fryčer), 31:11 Milan Nový (Vincent Lukáč, Milan Chalupa), 33:00 Marián Šťastný (Peter Šťastný), 34:13 Vladimír Martinec (Milan Chalupa, Jiří Novák), 38:01 Bohuslav Ebermann (Jiří Novák, Milan Chalupa), 42:13 Jaroslav Pouzar (Milan Nový, Vincent Lukáč), 43:16 Anton Šťastný (Peter Šťastný, Vítězslav Ďuriš), 45:54 Bohuslav Ebermann (Miroslav Dvořák, Vladimír Martinec), 48:33 Peter Šťastný (Jiří Bubla, Marián Šťastný), 52:51 Milan Nový (Arnold Kadlec, Vincent Lukáč), 54:47 Peter Šťastný (Marián Šťastný).

Rozhodčí: Karl-Gustav Kaisla (FIN) – Andrzej Kapolka (POL), Stefan Enciu (ROM)

Vyloučení: 5:5 (2:0)

Diváků: 800
ČSSR: Jiří Králík – Jiří Bubla, Vítězslav Ďuriš, Milan Chalupa, Miroslav Dvořák, František Kaberle, Arnold Kadlec – Marián Šťastný, Peter Šťastný, Anton Šťastný – Vladimír Martinec, Jiří Novák, Bohuslav Ebermann – Miroslav Fryčer (21. Vincent Lukáč), Milan Nový, Jaroslav Pouzar.
Norsko: Thore Wålberg – Nils Nilsen, Øystein Jarlsbo, Rune Molberg, Trond Abrahamsen, Thor Martinsen, Erik Pedersen – Morten Johansen, Morten Sethereng, Knut Andresen – Stephen Foyn, Tom Røymark, Knut Fjeldsgaard – Vidar Johansen, Geir Myhre, Tore Falch Nilsen.
 Rumunsko –  SRN 6:4 (1:1, 2:2, 3:0)
12. února 1980 (16:30) – Lake Placid (Olympic Arena)

Branky Rumunska: 5:15 Marian Costea, 24:46 Marian Costea, 37:46 Doru Tureanu, 44:12 Doru Tureanu, 46:30 Doru Tureanu, 53:17 Adrian Olenici.

Branky Německa: 11:50 Vladimir Vacatko, 22:37 Gerd Truntschka, 26:13 Vladimir Vacatko, 35:34 Uli Egen.

Rozhodčí: Jim Neagles (USA) – Gary Hollett (CAN), Francois Larochelle (CAN)

Vyloučení: 8:8

Diváků: 300
 USA –  Švédsko 2:2 (0:1, 1:1, 1:0)
12. února 1980 (17:00) – Lake Placid (Olympic Fieldhouse)

Branky USA: 39:32 David Silk, 59:33 Bill Baker.

Branky Švédska: 11:04 Sture Andersson, 44:45 Thomas Eriksson.

Rozhodčí: Viktor Dombrovskij (URS) – Kent Stuart (CAN), Niko Toeman (NED)

Vyloučení: 3:4

Diváků: 4 000
 Švédsko –  Rumunsko 8:0 (3:0, 4:0, 1:0)
14. února 1980 (13:00) – Lake Placid (Olympic Arena)

Branky Švédska: 0:40 Mats Åhlberg, 5:59 Per Lundqvist, 7:42 Jan Eriksson, 21:50 Thomas Eriksson, 28:05 Lars Molin, 32:31 Lars Molin, 37:17 Bengt Lundholm, 50:18 Tomas Jonsson.

Rozhodčí: Karl-Gustav Kaisla (FIN) – Steve Huber (USA), Kent Stuart (CAN)

Vyloučení: 6:8 + Costea (ROM) na 10min

Diváků: 200
 Československo –  USA 3:7 (2:2, 0:2, 1:3)
14. února 1980 (20:30) – Lake Placid (Olympic Fieldhouse)

Branky a nahrávky Československa: 2:23 Jaroslav Pouzar (František Kaberle, Milan Nový), 12:07 Marián Šťastný (Peter Šťastný), 45:36 Jiří Novák.

Branky a nahrávky USA: 4:39 Mike Eruzione (Neal Broten), 5:45 Mark Pavelich (William Schneider, John Harrington), 24:33 Buzz Schneider (Mark Pavelich), 35:28 Mark Johnson (Rob McClanahan), 42:59 Phil Verchota (Dave Christian), 43:59 Buzz Schneider (William Schneider), 50:54 Rob McClanahan (Mark Johnson).

Rozhodčí: Ulf Lindgren (SWE) – Gary Hollett (CAN), Francois Larochelle (CAN)

Vyloučení: 5:5 (0:0)

Diváků: 7 000
ČSSR: Jiří Králík – Jiří Bubla, Vítězslav Ďuriš (41. Arnold Kadlec), Milan Chalupa, Miroslav Dvořák, František Kaberle, Jan Neliba – Marián Šťastný, Peter Šťastný, Anton Šťastný – Vladimír Martinec (4. Vincent Lukáč), Jiří Novák, Bohuslav Ebermann – Vincent Lukáč (4. Miroslav Fryčer), Milan Nový, Jaroslav Pouzar.
USA: Jim Craig – Dave Christian, Bill Baker, Ken Morrow, Mike Ramsey – Eric Strobel, Mark Johnson, Rob McClanahan – Steve Christoff, Neal Broten, Mike Eruzione – John Harrington, Mark Pavelich, William Schneider – David Silk, Mark Wells, Phil Verchota.
 SRN –  Norsko 10:4 (5:2, 3:1, 2:1)
14. února 1980 (13:30) – Lake Placid (Olympic Fieldhouse)

Branky Německa: 7:51 Vladimir Vacatko, 8:49 Udo Kießling, 9:08 Johann Zach, 9:33 Horst-Peter Kretschmer, 10:18 Ernst Höfner, 30:52 Gerd Truntschka, 34:01 Vladimir Vacatko, 39:53 Gerd Truntschka, 40:42 Marcus Kuhl, 50:49 Horst-Peter Kretschmer.

Branky Norska: 6:03 Knut Andresen, 12:13 Tore Falch Nilsen, 25:26 Morten Johansen, 52:41 Morten Sethereng.

Rozhodčí: Viktor Dombrovskij (URS) – Pat Morrissey (USA), Marty Reeners (USA)

Vyloučení: 6:5

Diváků: 500
 Československo –  Rumunsko 7:2 (2:0, 3:1, 2:1)
16. února 1980 (13:00) – Lake Placid (Olympic Fieldhouse)

Branky a nahrávky Československa: 13:35 Peter Šťastný (Jiří Bubla, Anton Šťastný), 19:00 Vincent Lukáč (Milan Nový, Jaroslav Pouzar), 26:07 Arnold Kadlec,  28:43 Milan Nový (Jaroslav Pouzar, František Kaberle), 33:41 Peter Šťastný, 41:46 Vincent Lukáč (Jan Neliba), 45:46 Jaroslav Pouzar (Vincent Lukáč, Milan Nový).

Branky a nahrávky Rumunska: 21:39 Traian Cazacu (Alexandru Halauca, László Solyom), 44:08 Traian Cazacu (Sandor Gall).

Rozhodčí: Josef Kompalla (FRG) – Andrzej Kapolka (POL), Alfred Fischer (NOR)

Vyloučení: 1:3 (1:0)

Diváků: 3 000
ČSSR: Karel Lang – Jiří Bubla, Vítězslav Ďuriš, František Kaberle, Jan Neliba, Milan Chalupa, Arnold Kadlec – Marián Šťastný, Peter Šťastný, Anton Šťastný – Miroslav Fryčer, Karel Holý, Bohuslav Ebermann – Vincent Lukáč, Milan Nový, Jaroslav Pouzar.
Rumunsko: Valerian Hutan (42. Valerian Netedu) – Istvan Antal, Ion Berdila, Doro Morosan, Gheorghe Iustinian, Sandor Gall, Elöd Antal, Mihai Popescu – Constantin Nistor, Adrian Olenici, Marian Pisaru – Béla Nagy, László Solyom, Zoltán Nagy – Alexandru Halauca, Doru Tureanu, Traian Cazacu.
 USA –  Norsko 5:1 (0:1, 3:0, 2:0)
16. února 1980 (13:00) – Lake Placid (Olympic Arena)

Branky USA: 20:41 Mike Eruzione, 24:51 Mark Johnson, 33:31 David Silk, 44:28 Mark Wells, 51:29 Ken Morrow.

Branky Norska: 4:19 Geir Myhre. 

Rozhodčí: Karl-Gustav Kaisla (FIN) – Norio Fukuda (JPN), Niko Toeman (NED)

Vyloučení: 8:9

Diváků: 1 500
 Švédsko –  SRN 5:2 (1:0, 4:1, 0:1)
16. února 1980 (20:00) – Lake Placid (Olympic Arena)

Branky Švédska: 9:52 Bo Berglund, 26:50 Mats Näslund, 28:35 Per Lundqvist, 32:36 Dan Söderström, 36:03 Dan Söderström.

Branky Německa: 37:06 Uli Egen, 56:43 Joachim Reil.

Rozhodčí: Viktor Dombrovskij (URS) – Steve Hubert (USA), Marty Reeners (USA)

Vyloučení: 7:9 + J. Eriksson (SWE), Holmgren (SWE), M. Hinterstocker (GER) 5 min, Meitinger (GER) 10 min

Diváků: 800
 Švédsko –  Norsko 7:1 (2:0, 4:0, 1:1)
18. února 1980 (13:30) – Lake Placid (Olympic Fieldhouse)

Branky Švédska: 14:03 Mats Åhlberg, 16:20 Mats Åhlberg, 23:48 Mats Åhlberg, 34:08 Per Lundqvist, 36:40 Lennart Norberg, 37:09 Sture Andersson, 43:24 Mats Näslund.

Branky Norska: 51:08 Trond Abrahamsen.

Rozhodčí: Vladimír Šubrt (TCH) – Steve Huber (USA), Francois Larochelle (CAN)

Vyloučení: 4:4

Diváků: 3 000
 Československo –  SRN 11:3 (5:1, 5:0, 1:2)
18. února 1980 (20:00) – Lake Placid (Olympic Arena)

Branky a nahrávky Československa: 1:33 Milan Nový (Bohuslav Ebermann), 2:28 Peter Šťastný (Anton Šťastný, Marián Šťastný), 5:45 Peter Šťastný (Marián Šťastný), 19:32 Jaroslav Pouzar (František Kaberle), 19:49 Anton Šťastný (Peter Šťastný), 22:17 Milan Nový (Vincent Lukáč), 27:10 Jaroslav Pouzar (Miroslav Fryčer, Milan Nový), 33:30 Jaroslav Pouzar, 38:36 Bohuslav Ebermann (Jiří Novák), 39:22 Milan Nový (Jaroslav Pouzar), 50:22 Peter Šťastný.

Branky a nahrávky Německa: 19:04 Marcus Kuhl (Gerd Truntschka, Horst-Peter Kretschmer), 46:28 Martin Hinterstocker (Johann Zach, Klaus Auhuber), 48:36 Ernst Höfner (Marcus Kühl, Reiner Philipp).

Rozhodčí: Karl-Gustav Kaisla (FIN) – Alfred Fischer (NOR), Norio Fukuda (JPN)

Vyloučení: 6:5 (1:2, 1:0) + Miroslav Fryčer na 5 min a Kretschmer na 10 min.
ČSSR: Jiří Králík – Jiří Bubla, Vítězslav Ďuriš, Milan Chalupa, Miroslav Dvořák (Arnold Kadlec), František Kaberle, Jan Neliba – Marián Šťastný, Peter Šťastný, Anton Šťastný – Vincent Lukáč, Jiří Novák, Bohuslav Ebermann – Miroslav Fryčer (Karel Holý), Milan Nový, Jaroslav Pouzar.
Německo: Bernhard Engelbrecht (21. Sigmund Suttner) – Udo Kießling, Harald Krüll, Horst-Peter Kretschmer, Peter Scharf, Klaus Auhuber, Joachim Reil – Marcus Kühl, Vladimir Vacatko (Ernst Höfner), Reiner Philipp – Uli Egen, Gerd Truntschka, Holger Meitinger – Martin Hinterstocker, Martin Wild (Johann Zach), Franz Reindl.
 USA –  Rumunsko 7:2 (2:0, 2:1, 3:1)
18. února 1980 (20:30) – Lake Placid (Olympic Fieldhouse)

Branky USA: 12:03 Buzz Schneider, 15:52 Eric Strobel, 29:34 Mark Wells, 37:05 Buzz Schneider, 48:14 Steve Christoff, 56:12 Neal Broten, 58:09 Rob McClanahan.

Branky Rumunska: 33:40 Doru Tureanu, 52:48 Alexandru Halauca 

Rozhodčí: Viktor Dombrovskij (URS) – Kent Stuart (CAN), Gary Hollett (CAN)

Vyloučení: 3:5

Diváků: 8 500
 Rumunsko –  Norsko 3:3 (1:1, 1:0, 1:2)
20. února 1980 (13:00) – Lake Placid (Olympic Arena)

Branky Rumunska: 5:10 Marian Costea, 31:27 Sandor Gall, 52:43 Doru Tureanu.

Branky Norska: 0:56 Stephen Foyn, 58:39 Morten Sethereng, 59:31 Rune Molberg. 

Rozhodčí: Vladimír Šubrt (TCH) – Norio Fukuda (JPN), Pat Morrissey (USA)

Vyloučení: 9:8 + Falk Nilsen (NOR) 10 min

Diváků: 500
 Československo –  Švédsko 2:4 (0:2, 0:1, 2:1)
20. února 1980 (13:30) – Lake Placid (Olympic Fieldhouse)

Branky a nahrávky Československa: 52:05 Milan Nový (Jaroslav Pouzar), 59:22 Jaroslav Pouzar (Milan Nový, Arnold Kadlec).

Branky a nahrávky Švédska: 9:18 Mats Åhlberg (Mats Näslund, Leif Holmgren), 10:55 Leif Holmgren (Mats Näslund, Ulf Weinstock), 36:02 Mats Näslund (Dan Söderström), 57:00 Per Lundqvist (Mats Näslund, Tomas Jonsson).

Rozhodčí: Karl-Gustav Kaisla (FIN) – Francois Larochelle (CAN), Kent Stuart (CAN)

Vyloučení: 3:5 (1:3)

Diváků: 7 000
ČSSR: Jiří Králík – Jiří Bubla, Vítězslav Ďuriš, Milan Chalupa, Miroslav Dvořák, František Kaberle (21. Arnold Kadlec), Jan Neliba – Marián Šťastný, Peter Šťastný, Anton Šťastný – Vincent Lukáč, Jiří Novák, Bohuslav Ebermann (41. Karel Holý) – Miroslav Fryčer, Milan Nový, Jaroslav Pouzar.
Švédsko: Pelle Lindbergh – Tomas Jonsson, Ulf Weinstock, Mats Waltin, Jan Eriksson, Thomas Eriksson, Sture Andersson – Mats Åhlberg, Leif Holmgren, Mats Näslund – Dan Söderström, Håkan Eriksson, Lennart Norberg – Per Lundqvist, Lars Molin, Bo Berglund.
 USA –  SRN 4:2 (0:2, 2:0, 2:0)
20. února 1980 (20:30) – Lake Placid (Olympic Fieldhouse)

Branky USA: 27:40 Rob McClanahan, 38:31 Neal Broten, 41:17 Rob McClanahan, 44:17 Phil Verchota.

Branky Německa: 1:50 Horst-Peter Kretschmer, 19:45 Udo Kießling. 

Rozhodčí: Bernie Haley (CAN) – Garry Hollett (CAN), Niko Toeman (NED)

Vyloučení: 8:4

Diváků: 8 500

### Červená skupina
|    |            | URS           | FIN    | CAN    | POL    | NED        | JPN      | V | R | P | Skóre | B  |
| 1. | SSSR       | Sovětský svaz | 4:2    | 6:4    | 8:1    | 17:4       | 16:0     | 5 | 0 | 0 | 51:11 | 10 |
| 2. | Finsko     | 2:4           | Finsko | 4:3    | 4:5    | 10:3       | 6:3      | 3 | 0 | 2 | 26:18 | 6  |
| 3. | Kanada     | 4:6           | 3:4    | Kanada | 5:1    | 10:1       | 6:0      | 3 | 0 | 2 | 28:12 | 6  |
| 4. | Polsko     | 1:8           | 5:4    | 1:5    | Polsko | 3:5        | 5:1      | 2 | 0 | 3 | 15:23 | 4  |
| 5. | Nizozemsko | 4:17          | 3:10   | 1:10   | 5:3    | Nizozemsko | 3:3      | 1 | 1 | 3 | 16:43 | 3  |
| 6. | Japonsko   | 0:16          | 3:6    | 0:6    | 1:5    | 3:3        | Japonsko | 0 | 1 | 4 | 7:36  | 1  |

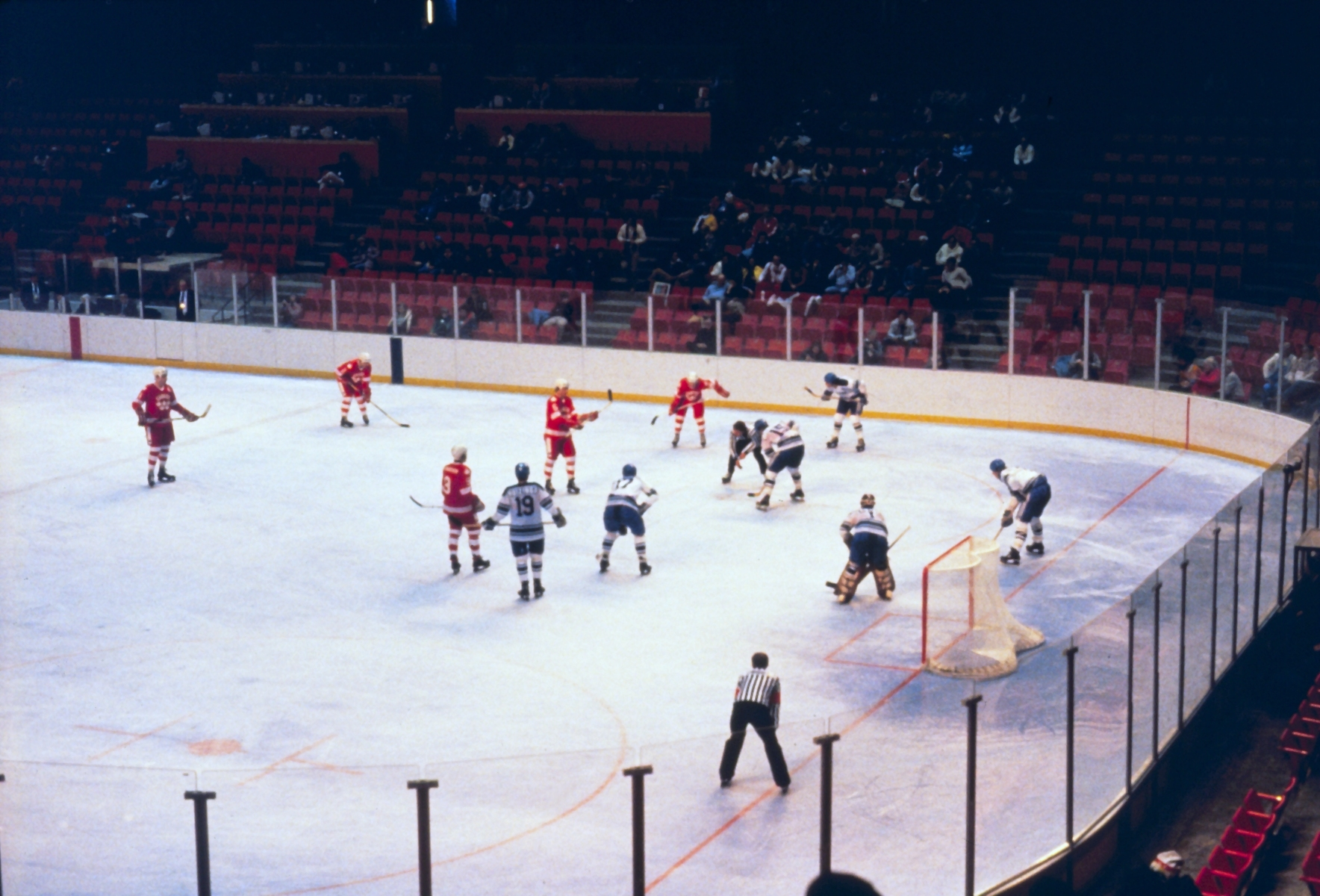
Fotografie ze zápasu Kanada–Nizozemsko

- NDR odřekla účast. Tu mělo nahradit Švýcarsko, ale to odmítlo, proto nakonec na ZOH postoupilo Japonsko.

 Kanada –  Nizozemsko 10:1 (2:1, 2:0, 6:0)
12. února 1980 (13:30) – Lake Placid (Olympic Fieldhouse)

Branky Kanady: 4:04 Kevin Primeau, 11:40 Ken Berry, 26:52 Dan D'Alvise, 35:02 David Hindmarch, 43:31 Glenn Anderson, 44:14 Dan D'Alvise, 50:35 John Devaney, 51:11 Ken Berry, 52:22 Ken Berry, 58:11 David Hindmarch.

Branky Nizozemska: 1:56 Corky de Graauw.

Rozhodčí: Ulf Lindgren (SWE) – Pat Morrissey (USA), Marty Reeners (USA)

Vyloučení: 9:8

Diváků: 2 000
 Polsko –  Finsko 5:4 (1:0, 4:3, 0:1)
12. února 1980 (20:00) – Lake Placid (Olympic Arena)

Branky Polska: 14:48 Andrzej Zabawa, 27:13 Andrzej Zabawa, 29:52 Leszek Kokoszka, 33:08 Wiesław Jobczyk, 34:40 Leszek Kokoszka. 

Branky Finska: 21:16 Tapio Levo, 30:17 Jukka Porvari, 36:57 Mikko Leinonen, 46:05 Reijo Leppänen.

Rozhodčí: Bernie Haley (CAN) – Jim Doyle (USA), Steve Hubert (USA)

Vyloučení: 5:2

Diváků: 500
 SSSR –  Japonsko 16:0 (8:0, 5:0, 3:0)
12. února 1980 (20:30) – Lake Placid (Olympic Fieldhouse)

Branky SSSR: 3:42 Sergej Starikov, 7:55 Valerij Charlamov, 9:47 Alexandr Golikov, 12:19 Vjačeslav Fetisov, 14:59 Alexandr Golikov, 17:30 Helmuts Balderis, 19:00 Vladimir Golikov, 19:27 Vladimir Golikov, 20:06 Vladimir Petrov, 21:20 Alexej Kasatonov, 24:20 Sergej Makarov, 26:33 Boris Michajlov, 38:06 Vjačeslav Fetisov, 46:26 Viktor Žluktov, 51:21 Vladimir Petrov, 54:49 Alexandr Goliko.v

Rozhodčí: Josef Kompalla (FRG) – Marty Demers (USA), Alfred Fischer (NOR)

Vyloučení: 1:0
 Kanada –  Polsko 5:1 (1:0, 2:1, 2:0)
14. února 1980 (17:00) – Lake Placid (Olympic Fieldhouse)

Branky Kanady: 3:17 Stelio Zupancich, 30:56 Tim Watters, 32:06 Ken Berry, 47:42 John Devaney, 53:29 Kevin Primeau. 

Branky Polska: 23:17 Wiesław Jobczyk.

Rozhodčí: Josef Kompalla (FRG) – Norio Fukuda (JPN), Niko Toeman (NED)

Vyloučení: 0:0

Diváků: 5 000
 Finsko –  Japonsko 6:3 (2:0, 2:2, 2:1)
14. února 1980 (20:00) – Lake Placid (Olympic Arena)

Branky Finska: 2:02 Markku Hakulinen, 5:43 Mikko Leinonen, 22:47 Reijo Leppänen, 33:36 Mikko Leinonen, 43:34 Markku Kiimalainen, 51:11 Reijo Leppänen.

Branky Japonska: 37:57 Satoru Misawa, 39:59 Sasaki Honma, 47:38 Takeshi Azuma. 

Rozhodčí: Bernie Haley (CAN) – Stefan Enciu (ROM), Andrzej Kapolka (POL)

Vyloučení: 4:3

Diváků: 300
 SSSR –  Nizozemsko 17:4 (8:1, 7:1, 2:2)
14. února 1980 (16:30) – Lake Placid (Olympic Arena)

Branky SSSR: 4:24 Vjačeslav Fetisov, 4:43 Vladimir Krutov, 9:59 Valerij Vasiljev, 10:12 Vladimir Petrov, 11:43 Valerij Charlamov, 14:41 Jurij Lebeděv, 16:41 Alexandr Malcev, 19:19 Jurij Lebeděv, 21:41 Viktor Žluktov, 22:02 Jurij Lebeděv, 24:32 Alexandr Golikov, 30:21 Alexandr Golikov, 31:07 Vladimir Krutov, 36:09 Vladimir Krutov, 39:14 Alexandr Malcev, 47:12 Sergej Makarov, 56:21 Sergej Makarov.

Branky Nizozemska: 11:51 Henk Hille, 38:49 Corky de Graauw, 41:52 Dick Decloe, 56:14 Corky de Graauw.

Rozhodčí: Vladimír Šubrt (TCH) – Marty Demers (USA), Jim Doyle (USA)

Vyloučení: 4:7 + Balderis (URS) 5 min

Diváků: 1 000
 SSSR –  Polsko 8:1 (5:1, 1:0, 2:0)
16. února 1980 (16:30) – Lake Placid (Olympic Fieldhouse)

Branky SSSR: 1:58 Alexandr Skvorcov, 10:27 Helmuts Balderis, 10:36 Helmuts Balderis, 13:37 Boris Michajlov, 18:12 Helmuts Balderis, 25:19 Valerij Charlamov, 43:41 Zinetula Biljaletdinov, 48:58 Alexandr Malcev.

Branky Polska: 17:15 Andrzej Malysiak.

Rozhodčí: Jim Neagles (USA) – Gary Hollett (CAN), Francois Larochelle (CAN)

Vyloučení: 4:3

Diváků: 8 000
 Japonsko –  Nizozemsko 3:3 (3:1, 0:1, 0:1)
16. února 1980 (16:30) – Lake Placid (Olympic Arena)

Branky Japonska: 14:22 Hideo Sakurai, 14:41 Hideo Urabe, 18:01 Hideo Urabe.

Branky Nizozemska: 18:43 Rick van Gog, 23:39 Dick Decloe, 57:15 Dick Decloe.

Rozhodčí: Vladimír Šubrt (TCH) – Jim Doyle (USA), Kent Stuart (CAN)

Vyloučení: 3:4

Diváků: 800
 Finsko –  Kanada 4:3 (2:1, 1:0, 1:2)
16. února 1980 (20:30) – Lake Placid (Olympic Fieldhouse)

Branky Finska: 4:03 Esa Peltonen, 19:51 Reijo Leppänen, 37:07 Jukka Koskilahti, 56:55 Seppo Suoraniemi.

Branky Kanady: 14:22[Paul MacLean, 46:47 Glenn Anderson, 57:09 Kevin Primeau.

Rozhodčí: Ulf Lindgren (SWE) – Marty Demers (USA), Pat Morrissey (USA) 

Vyloučení: 5:8

Diváků: 7 000
 Kanada –  Japonsko 6:0 (2:0, 2:0, 2:0)
18. února 1980 (13:00) – Lake Placid (Olympic Arena)

Branky Kanady: 9:36 John Devaney, 14:35 Kevin Primeau, 23:17 Paul MacLean, 26:19 Ron Davidson, 41:27 Warren Anderson, 50:22 David Hindmarch.

Rozhodčí: Jim Neagles (USA) – Andrzej Kapolka (POL), Stefan Enciu (ROM)

Vyloučení: 7:11

Diváků: 500
 Nizozemsko –  Polsko 5:3 (3:1, 2:1, 0:1)
18. února 1980 (16:30) – Lake Placid (Olympic Arena)

Branky Nizozemska: 1:39 William Klooster, 8:18 Jack de Heer, 13:58 Jack de Heer, 24:42 William Klooster, 36:05 Jack de Heer.

Branky Polska: 5:51 Henryk Janiszewski, 21:37 Wiesław Jobczyk, 47:36 Leszek Kokoszka.

Rozhodčí: Josef Kompalla (FRG) – Pat Morrissey (USA), Marty Reeners (USA)

Vyloučení: 4:1

Diváků: 500
 SSSR –  Finsko 4:2 (0:1, 1:0, 3:1)
18. února 1980 (17:00) – Lake Placid (Olympic Fieldhouse)

Branky SSSR: 36:01 Vjačeslav Fetisov, 54:59 Vladimir Krutov, 56:07 Alexandr Malcev, 56:18 Boris Michajlov.

Branky Finska: 17:44 Jukka Porvari, 42:38 Jukka Porvari.

Rozhodčí: Bernie Haley (CAN) – Marty Demers (USA), Jim Doyle (USA)

Vyloučení: 4:7

Diváků: 8 000
 Polsko –  Japonsko 5:1 (3:0, 1:0, 1:1)
20. února 1980 (16:30) – Lake Placid (Olympic Arena)

Branky Polska: 3:03 Andrzej Zabawa, 4:20 Bogdan Dziubinski, 11:37 Andrzej Malysiak, 26:05 Wiesław Jobczyk, 43:57 Henryk Pytel 

Branky Japonska: 54:50 Tadamitsu Fuji.

Rozhodčí: Ulf Lingren (SWE) – Alfred Fischer (NOR), Stefan Enciu (ROM)

Vyloučení: 4:6

Diváků: 500
 SSSR –  Kanada 6:4 (1:1, 1:2, 4:1)
20. února 1980 (17:00) – Lake Placid (Olympic Fieldhouse)

Branky SSSR: 13:42 Helmuts Balderis, 39:47 Alexej Kasatonov, 41:53 Boris Michajlov, 42:05 Alexandr Golikov, 48:41 Boris Michajlov, 56:51 Alexandr Golikov.

Branky Kanady: 1:35 Jim Nill, 20:19 Randy Gregg, 22:38 Brad Pirie, 43:05 Dan D'Alvise.

Rozhodčí: Jim Neagles (USA) – Marty Demers (USA), Jim Doyle (USA)

Vyloučení: 3:6

Diváků: 8 000
 Finsko –  Nizozemsko 10:3 (2:1, 2:1, 6:1
20. února 1980 (20:00) – Lake Placid (Olympic Arena)

Branky Finska: 10:41 Jukka Porvari, 18:28 Reijo Leppänen, 33:07 Ismo Villa, 34:12 Jukka Porvari, 42:35 Jari Kurri, 43:44 Esa Peltonen, 44:34 Hannu Koskinen, 46:10 Markku Hakulinen, 48:16 Jari Kurri, 51:03 Hannu Haapalainen.

Branky Nizozemska: 18:13 Larry van Wieren, 30:25 William Klooster, 53:04 Jiří Petrnoušek.

Rozhodčí: Josef Kompalla (FRG) – Marty Reeners (USA), Steve Huber (USA)

Vyloučení: 2:6 + Kolijn (NED), de Heer (NED) 5 min

Diváků: 800

### Finále
|    |         | USA  | URS           | SWE     | FIN    | V | R | P | Skóre | B |
| 1. | USA     | USA  | 4:3           | 2:2*    | 4:2    | 2 | 1 | 0 | 10:7  | 5 |
| 2. | SSSR    | 3:4  | Sovětský svaz | 9:2     | 4:2*   | 2 | 0 | 1 | 16:8  | 4 |
| 3. | Švédsko | 2:2* | 2:9           | Švédsko | 3:3    | 0 | 2 | 1 | 7:14  | 2 |
| 4. | Finsko  | 2:4  | 2:4*          | 3:3     | Finsko | 0 | 1 | 2 | 7:11  | 1 |

- s hvězdičkou = utkání započítané ze skupiny.

 USA –  SSSR 4:3 (2:2, 0:1, 2:0) 
22. února 1980 (17:00) – Lake Placid (Olympic Fieldhouse)

Branky USA: 14:03 Buzz Schneider, 19:59 Mark Johnson, 48:39 Mark Johnson, 50:00 Mike Eruzione. 

Branky SSSR: 9:12 Vladimir Krutov, 17:34 Sergej Makarov, 22:18 Alexandr Malcev.

Rozhodčí: Karl-Gustav Kaisla (FIN) – Francois Larochelle (CAN), Niko Toeman (NED)

Vyloučení: 3:3 (2:0)

Diváků: 8 500
 Finsko –  Švédsko 3:3 (1:0, 1:1, 1:2)
22. února 1980 (20:30) – Lake Placid (Olympic Fieldhouse)

Branky Finska: 3:00 Mikko Leinonen, 27:06 Jukka Porvari, 47:59 Mikko Leinonen.

Branky Švédska: 30:25 Ulf Weinstock, 45:24 Tomas Jonsson, 46:14 Mats Waltin.

Rozhodčí: Jim Neagles (USA) – Marty Demers (USA), Jim Doyle (USA)

Vyloučení: 3:3 (1:0)

Diváků: 6 500
 USA –  Finsko 4:2 (0:1, 1:1, 3:0)
24. února 1980 (11:00) – Lake Placid (Olympic Fieldhouse)

Branky USA: 24:39 Steve Christoff, 42:25 Phil Verchota, 46:05 Rob McClanahan, 56:25 Mark Johnson. 

Branky Finska: 9:20 Jukka Porvari, 26:30 Mikko Leinonen.

Rozhodčí: Vladimír Šubrt (TCH) – Gary Hollett (CAN), Niko Toeman (NED)

Vyloučení: 5:2 (0:1)

Diváků: 8 500
 SSSR –  Švédsko 9:2 (4:0, 5:0, 0:2)
24. února 1980 (14:30) – Lake Placid (Olympic Fieldhouse)

Branky SSSR: 0:36 Vladimir Petrov, 5:52 Sergej Makarov, 10:31 Alexandr Malcev, 17:38 Boris Michajlov, 20:33 Valerij Vasiljev, 27:18 Vladimir Krutov, 28:14 Alexandr Skvorcov, 34:51 Viktor Žluktov, 35:02 Vjačeslav Fetisov.

Branky Švédska: 49:17 Mats Åhlberg, 54:21 Leif Holmgren. 

Rozhodčí: Bernie Haley (CAN) – Andrzej Kapolka (POL), Stefan Enciu (ROM)

Vyloučení: 6:4 (1:0)

Diváků: 8 500

### O 5. místo
Československo –  Kanada 	6:1 (5:0, 0:1, 1:0)
22. února 1980 (13:30) – Lake Placid (Olympic Fieldhouse)

Branky a nahrávky Československa : 1:38 Miroslav Fryčer (Milan Nový, Jaroslav Pouzar), 2:14 Anton Šťastný, 7:16 Marián Šťastný (Jiří Bubla, Anton Šťastný), 12:47 Anton Šťastný (Marián Šťastný, Peter Šťastný), 13:19 Marián Šťastný (Anton Šťastný, Peter Šťastný), 57:18 Marián Šťastný (Peter Šťastný).

Branky a nahrávky Kanady: 28:01 John Devaney (Joe Grant, David Hindmarch).

Rozhodčí: Viktor Dombrovskij (URS) – Marty Reeners (CAN), Pat Morrissey (CAN)

Vyloučení: 4:3 (0:0)

Diváků: 6 000
ČSSR: Jiří Králík – Jiří Bubla, Vítězslav Ďuriš, Milan Chalupa, Miroslav Dvořák, Arnold Kadlec, Jan Neliba – Marián Šťastný, Peter Šťastný, Anton Šťastný – Vincent Lukáč, Jiří Novák, Bohuslav Ebermann – Miroslav Fryčer, Milan Nový, Jaroslav Pouzar – Karel Holý.
Kanada: Bob Dupuis (3. Paul Pageau) – Randy Gregg, Tim Watters, Don Spring, Joe Grant, Terry O'Malley – David Hindmarch, John Devaney, Kevin Primeau – Paul MacLean, Kevin Maxwell, Ken Berry – Glenn Anderson, Ron Davidson, Jim Nill – Stelio Zupancich.

## Statistiky
| Poř. | Kanadské bodování | Branky | Přihrávky | Body |
| ---- | ----------------- | ------ | --------- | ---- |
| 1.   | Milan Nový        | 7      | 8         | 15   |
| 2.   | Peter Šťastný     | 7      | 7         | 14   |
| 3.   | Jaroslav Pouzar   | 8      | 5         | 13   |
| 4.   | Alexandr Golikov  | 7      | 6         | 13   |
| 5.   | Jukka Porvari     | 7      | 4         | 11   |
| 6.   | Boris Michajlov   | 6      | 5         | 11   |
| 6.   | Vladimir Krutov   | 6      | 5         | 11   |
| 8.   | Marián Šťastný    | 5      | 6         | 11   |
| 8.   | Sergej Makarov    | 5      | 6         | 11   |
| 8.   | Mark Johnson      | 5      | 6         | 11   |

### Soupiska USA
USA

Brankáři: Jim Craig, Steve Janaszak.

Obránci: Dave Christian, Ken Morrow, Mike Ramsey, Bill Baker, Jack O'Callahan, Bob Suter.

Útočníci: Mark Johnson, William Schneider, Rob McClanahan, Mark Pavelich, Phil Verchota, Mike Eruzione, David Silk, John Harrington, Steve Christoff, Neal Broten, Mark Wells, Eric Strobel.

Trenér: Herb Brooks, Craig Patrick.

### Soupiska SSSR
SSSR

Brankáři: Vladislav Treťjak, Vladimir Myškin.

Obránci: Vjačeslav Fetisov, Vasilij Pěrvuchin, Alexej Kasatonov, Sergej Starikov, Zinetula Biljaletdinov, Valerij Vasiljev.

Útočníci: Boris Michajlov, Vladimir Petrov, Valerij Charlamov, Alexandr Golikov, Vladimir Krutov, Sergej Makarov, Alexandr Malcev, Viktor Žluktov, Helmuts Balderis, Jurij Lebeděv, Alexandr Skvorcov, Vladimir Golikov.

Trenéři: Viktor Tichonov, Vladimir Jurzinov.

### Soupiska Švédska
Švédsko

Brankáři: Pelle Lindbergh, William Löfqvist.

Obránci: Sture Andersson, Jan Eriksson, Thomas Eriksson, Tomas Jonsson, Tommy Samuelsson, Mats Waltin, Ulf Weinstock.

Útočníci: Bo Berglund, Håkan Eriksson, Leif Holmgren, Bengt Lundholm, Per Lundqvist, Harald Lückner, Lars Molin, Lennart Norberg, Mats Näslund, Dan Söderström, Mats Åhlberg.

Trenéři: Tommy Sandlin, Bengt Ohlsson.

### Soupiska Finska
4.  Finsko

Brankáři: Jorma Valtonen, Antero Kivelä.

Obránci: Tapio Levo, Seppo Suoraniemi, Kari Eloranta, Lasse Litma, Hannu Haapalainen, Olli Saarinen.

Útočníci: Jukka Porvari, Mikko Leinonen, Reijo Leppänen, Markku Kiimalainen,Esa Peltonen, Markku Hakulinen, Jari Kurri, Hannu Koskinen, Ismo Villa, Jukka Koskilahti, Jarmo Mäkitalo, Timo Susi.

Trenér: Kalevi Numminen, Kari Mäkinen.

### Soupiska Československa
5.  Československo

Brankáři: Jiří Králík, Karel Lang.

Obránci: Jiří Bubla, Vítězslav Ďuriš, František Kaberle, Jan Neliba, Milan Chalupa, Miroslav Dvořák, Arnold Kadlec.

Útočníci: Vladimír Martinec, Jiří Novák, Bohuslav Ebermann, Peter Šťastný, Marián Šťastný, Anton Šťastný, Vincent Lukáč,
Milan Nový, Jaroslav Pouzar, Miroslav Fryčer, Karel Holý.

Trenéři: Karel Gut, Luděk Bukač, Stanislav Neveselý.

### Soupiska Kanady
6.  Kanada

Brankáři: Bob Dupuis, Paul Pageau.

Obránci: Brad Pirie, Terry O'Malley, Randy Gregg, Tim Watters, Warren Anderson, Joe Grant, Don Spring.

Útočníci: John Devaney, David Hindmarch, Dan D'Alvise, Kevin Primeau, Ken Berry, Paul MacLean, Ron Davidson, Kevin Maxwell, Glenn Anderson, Stelio Zupancich, Jim Nill.

Trenéři: Tom Watt, Clare Drake, Lorne Davis.

### Soupiska Polska
7.  Polsko

Brankáři: Henryk Wojtynek, Pawel Lukaszka.

Obránci: Henryk Janiszewski, Marek Marcinczak, Andrzej Ujwary, Jerzy Potz, Henryk Gruth, Andrzej Janczy, Ludwig Synowiec.

Útočníci: Andrzej Zabawa, Wiesław Jobczyk, Andrzej Malysiak, Leszek Kokoszka, Bogdan Dziubinski, Stefan Chowaniec, Henryk Pytel, Tadeusz Obłój, Dariusz Sikora, Stanislaw Klocek, Leszek Jachna.

Trenér: Czeslaw Borowicz.

### Soupiska Rumunska
8.  Rumunsko

Brankáři: Valerian Netedu, Gheorghe Hutan.

Obránci: Sandor Gall, Elöd Antal, Doro Morosan, Ion Berdila, Mihai Popescu, Istvan Antal, Gheorghe Iustinian.

Útočníci: Doru Tureanu, Marian Costea, Traian Cazacu, Alexandru Halauca, Adrian Olenici, Dumitru Axinte, Constantin Nistor, László Solyom, Marian Pisaru, Béla Nagy, Zoltán Nagy.

Trenéři: Stefan Ionescu, Ioan Tiron.

### Soupiska Nizozemska
9.  Nizozemsko

Brankáři: Theodore Lenssen, John de Bruyn.

Obránci: Rick van Gog, Jiří Petrnoušek, Henk Hille, Al Pluymers, Patrick Kolijn, Franklin van Soldt.

Útočníci: Corky de Graauw, Jack de Heer, William Klooster, Dick Decloe, Larry van Wieren, Jan Jansen, Harrie van Heumen, Ronald Berteling, Nicolaas van de Broek, Leo Koopmans, Brian de Bruyn, Chuck Huizinga.

Trenér: Hans Westberg.

### Soupiska SRN
10.  SRN

Brankáři: Bernhard Englbrecht, Sigmund Suttner.

Obránci: Horst-Peter Kretschmer, Udo Kießling, Harald Krüll, Klaus Auhuber, Joachim Reil, Peter Scharf.

Útočníci: Gerd Truntschka, Marcus Kuhl, Vladimir Vacatko, Uli Egen, Reiner Philipp, Ernst Höfner, Martin Hinterstocker, Johann Zach, Holger Meitinger, Martin Wild, Franz Reindl, Hermann Hinterstocker.

Trenér: Hans Rampf.

### Soupiska Norska
11.  Norsko

Brankáři: Jim Marthinsen, Thore Wålberg.

Obránci: Rune Molberg, Trond Abrahamsen, Øivind Løsåmoen, Nils Nilsen, Thor Martinsen, Erik Pedersen, Øystein Jarlsbo.

Útočníci: Geir Myhre, Tore Falch Nilsen, Morten Sethereng, Stephen Foyn, Morten Johansen, Vidar Johansen, Knut Andresen, Håkon Lundenes, Tom Røymark, Petter Thoresen, Knut Fjeldsgaard.

Trenéři: Ronald Pettersson, Olav Dalsøren.

### Soupiska Japonska
12.  Japonsko

Brankáři: Minoru Misawa, Takeshi Iwamoto.

Obránci: Hiroshi Hori, Tadamitsu Fuji, Iwao Nakayama, Norio Itoh, Hitoshi Nakamura, Koji Wakasa.

Útočníci: Satoru Misawa, Hideo Urabe, Sasaki Honma, Tsutomu Hanzawa, Takeshi Azuma, Hideo Sakurai, Mikio Matsuda, Osamu Wakabayashi, Yoshio Hoshino, Yoshiaki Honda, Katsutoshi Kawamura, Mikio Hosoi.

Trenéři: Hitoshi Wakabayashi, Kenjiro Degai.

## Konečné pořadí
|     | Tým                 | Z | V | R | P | Skóre | B  |
| --- | ------------------- | - | - | - | - | ----- | -- |
|     | Spojené státy (USA) | 7 | 6 | 1 | 0 | 33:15 | 13 |
|     | SSSR (URS)          | 7 | 6 | 0 | 1 | 63:17 | 12 |
|     | Švédsko (SWE)       | 7 | 4 | 2 | 1 | 31:19 | 10 |
| 4.  | Finsko              | 7 | 3 | 1 | 3 | 31:25 | 7  |
| 5.  | ČSSR                | 6 | 4 | 0 | 2 | 40:17 | 8  |
| 6.  | Kanada              | 6 | 3 | 0 | 3 | 29:18 | 6  |
| 7.  | Polsko              | 5 | 2 | 0 | 3 | 15:23 | 4  |
| 8.  | Rumunsko            | 5 | 1 | 1 | 3 | 13:29 | 3  |
| 9.  | Nizozemsko          | 5 | 1 | 1 | 3 | 16:43 | 3  |
| 10. | SRN                 | 5 | 1 | 0 | 4 | 21:30 | 2  |
| 11. | Norsko              | 5 | 0 | 1 | 4 | 9:36  | 1  |
| 12. | Japonsko            | 5 | 0 | 1 | 4 | 7:36  | 1  |